# Taikyoku Mawashi uke
Taikyoku Mawashi uke è un kata di karate, maggiormente noto nello stile del Gōjū-ryū.

## Caratteristiche nello stile Gōjū-ryū
Taikyoku Mawashi uke è il sesto kata di karate  dello stile Gōjū-ryū.
I kata del Goju-Ryu, che iniziano col nome taikyoku, fanno parte dei kata di base, detti Taikyoku kata.
Taikyoku vuole dire "primo corso/percorso", mentre "mawashi uke" significa "parata circolare".
La parola Taikyoku deriva dall'arte cinese del Tai Chi, ma vi è somiglianza solo nel significato: l'idioma indica "che ha origine dall'universo" e viene usato per indicare qualsiasi cosa che si ritiene eterna.
Il Taikyoku Mawashi uke è stato creato da Gichin Funakoshi.
Di solito viene eseguito per la cintura blu, assieme ad un kata intermedio (Fukyu kata): il kata Sanchin.

## Tecniche del kata nello stile Gōjū-ryū
In posizione di Sanchin Dachi si eseguono il Mawashi Uke e il Morote Teisho.
Si passa poi in Shiko Dachi 45° e si esegue un Mawashi Hiji Hate, Ura uchi ken Tsuki, Gedan Uke e Gyaku Tsuki.
Il movimento del kata è ad "H", movimento comune a tutti i kata Taikyoku.